# Kenguru
Kenguru − mały, jednoosobowy samochód miejski o napędzie elektrycznym, do którego można wjechać wózkiem inwalidzkim przez drzwi zlokalizowane z tyłu pojazdu. Jego nazwa oznacza w języku węgierskim kangura.